# Vik, Simrishamns kommun
Vik är ett fiskeläge i Simrishamns kommun i Skåne län, beläget på Österlen omkring sju kilometer norr om Simrishamn vid Riksväg 9.
Vik ligger på en smal strandremsa nedanför höga sandbackar, omgivet av fruktodlingar.

## Historik
Området var bebott redsn på mesolitisk tid, det vill säga under äldre stenåldern.  
I slutet av 1800-talet fanns det nio mindre gårdar och ett 30-tal gatehus. Befolkningsantalet var omkring 300, varav ett 30-tal fiskare. Dessa fiskare var indelade i fyra båtlag, som tillsammans ägde tre ålsätter (125 hommor). Vid sekelskiftet fanns sex fartyg, som hörde hemma i fiskeläget och seglade världen runt. 
I Viks hamn samlades ofta de gamla fiskarna vid "ljugarbänken" och diskuterade vardagliga händelser. 
Under första världskriget orsakade drivminorna i Vik förödelse.

### Befolkningsutveckling

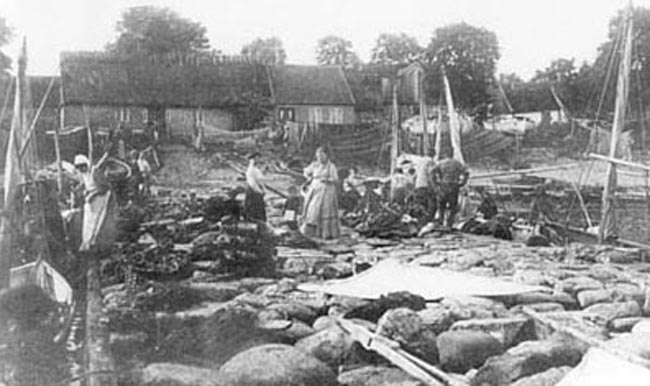
Hamnarbete i Vik i början av 1900-talet

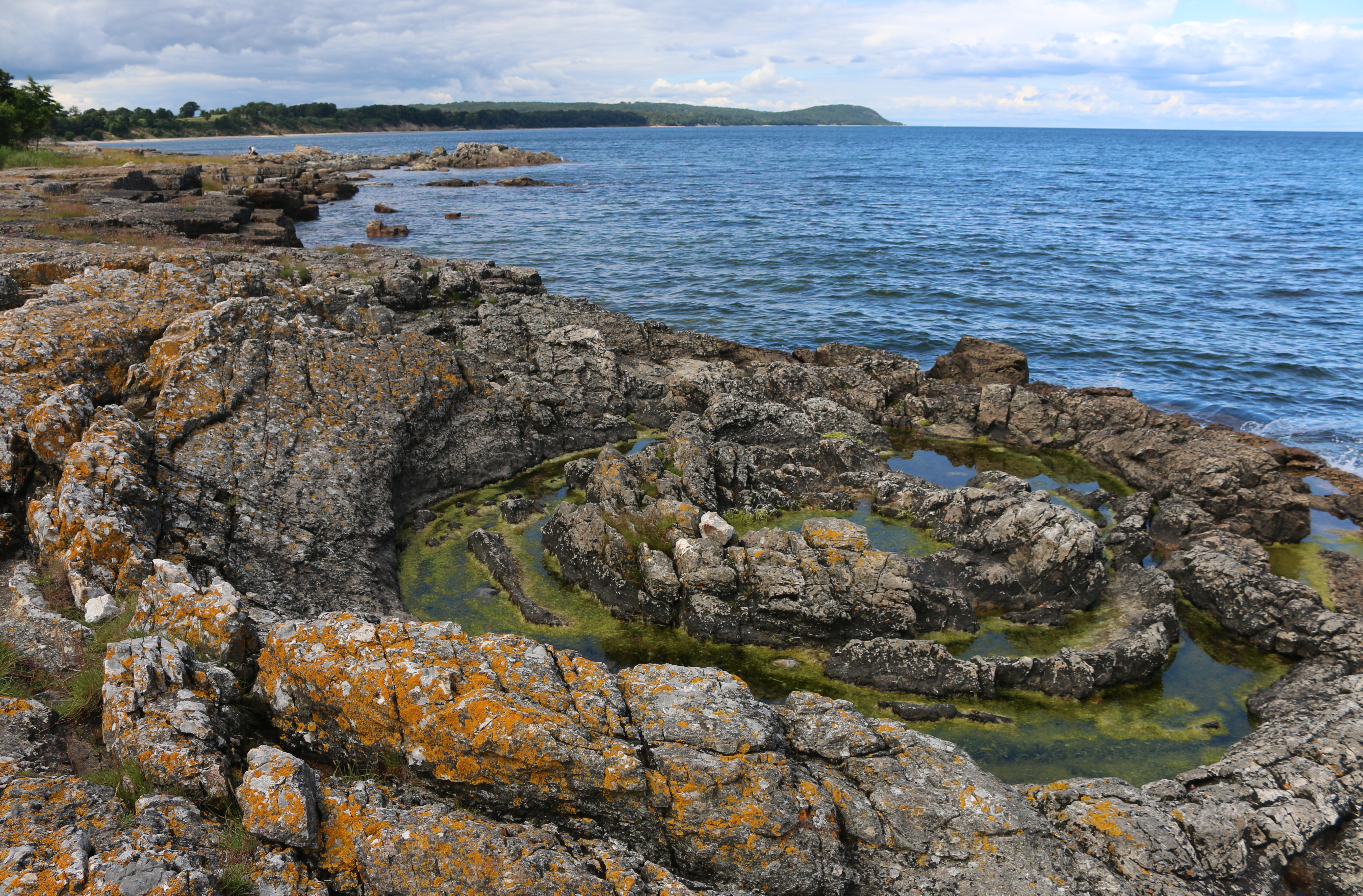
Prästens badkar, enunik vulkanisk formation, som ligger strax söder om Vik

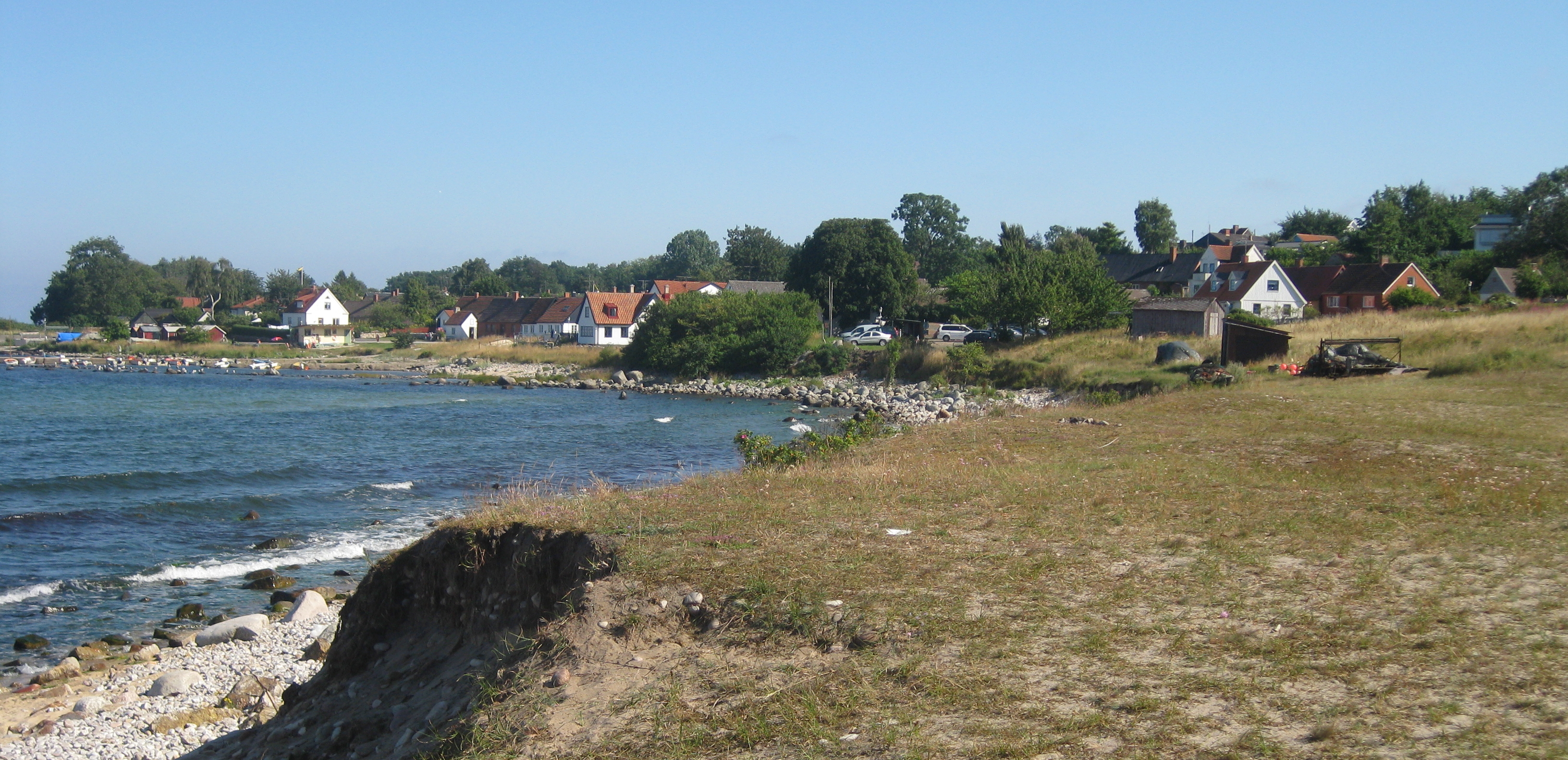
Vik från norr

| Befolkningsutvecklingen i Vik 1960–2020 | Befolkningsutvecklingen i Vik 1960–2020 | Befolkningsutvecklingen i Vik 1960–2020 | Befolkningsutvecklingen i Vik 1960–2020 | Befolkningsutvecklingen i Vik 1960–2020 |
| --------------------------------------- | --------------------------------------- | --------------------------------------- | --------------------------------------- | --------------------------------------- |
|                                         |                                         |                                         |                                         |                                         |
| År                                      |                                         |                                         | Folkmängd                               | Areal (ha)                              |
| 1960                                    | 1960                                    |                                         | 249                                     |                                         |
| 1965                                    | 1965                                    |                                         | 260                                     |                                         |
| 1970                                    | 1970                                    |                                         | 355                                     |                                         |
| 1975                                    | 1975                                    |                                         | 402                                     |                                         |
| 1980                                    | 1980                                    |                                         | 388                                     |                                         |
| 1990                                    | 1990                                    |                                         | 334                                     | 49                                      |
| 1995                                    | 1995                                    |                                         | 327                                     | 50                                      |
| 2000                                    | 2000                                    |                                         | 282                                     | 50                                      |
| 2005                                    | 2005                                    |                                         | 264                                     | 50                                      |
| 2010                                    | 2010                                    |                                         | 319                                     | 61                                      |
| 2015                                    | 2015                                    |                                         | 327                                     | 90                                      |
| 2020                                    | 2020                                    |                                         | 352                                     | 97                                      |
|                                         |                                         |                                         |                                         |                                         |

## Samhället
Gatorna i Vik är små, bestående av prång och strädden. Genom fiskeläget gick en bygata i nord-sydlig riktning (Rörum - Baskemölla).  Om vädret är klart, kan man se hela kustremsan ända upp till Åhus.

## Personer med koppling till orten
De författare som ofta kom hit vid denna tid var Gabriel Jönsson. Idag bor här författaren och forskaren professor Ingvar Holm, född på Vik. Konstnärerna har varit många Holger Almqvist, Björn Hallström[förklaring behövs], Lennart Jönsson, Rolf Swedberg, Louise Peyron, Eva Eneroth, C O Hultén, Hugo Zuhr, Fritz Kärfve, Hans Osvald Larsson, Ben Nicholson, Wille Weberg och Torsten Erasmie.
Gabriel Jönsson beskrev 1924 Viks fiskeläge: "Hade jag inte haft mitt hjärta förankrat på en annan oansenlig ort, skulle jag förtöja det i Vik - - -. Så sandigt, så stenigt, så armt och fattigt och fränt i vardagslag, har bara det råd att vara längst nere på kistbotten har en skönhet som ingen sommarliggare eller 'artister' kunna komma åt. Ska vi kunna förstå Vik, då ska ni ha stått i en storbåt i sill till stövelknagen, medan händerna bränna som eld av de röda maneternas gift och ett vått storsegel slår er på käften. Då får man förstånd på skönheten hos Vik".

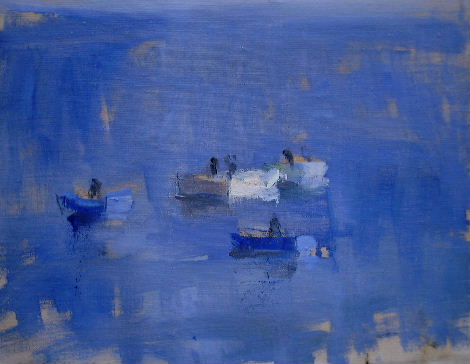
Torsten Erasmies "Båtar j Viks hamn"